# Aeroportul Kiruna
Aeroportul Kiruna (IATA: KRN, ICAO: ESNQ) este un aeroport din Comuna Kiruna, Norrbottens län, Suedia ce deservește zona Kiruna. Aeroportul a fost tranzitat în decembrie 2022 de 22.053 de pasageri. A fost numit după zona deservită.
Situat la o altitudine de 460 m, aeroportul dispune de 1 pistă. Este operat de Swedavia⁠(d).

## Infrastructură

### Piste
Aeroportul dispune de o singură pistă. Pista 03/21 are suprafața de asfalt și dimensiunile 2.502 m × 45 m. 